# Парфенон (интернет-шоу)
«Парфенон» — русскоязычное авторское интернет-шоу в формате видеоблога, автором и ведущим которого является журналист Леонид Парфёнов. Производством занята фирма Angry Electric Sheep. Первый выпуск появился на видеохостинге YouTube 19 февраля 2018 года. По состоянию на июль 2021 года аудитория канала «Парфенон» насчитывает более 1 млн подписчиков, а количество просмотров на канале превышает 83 млн.

## Описание

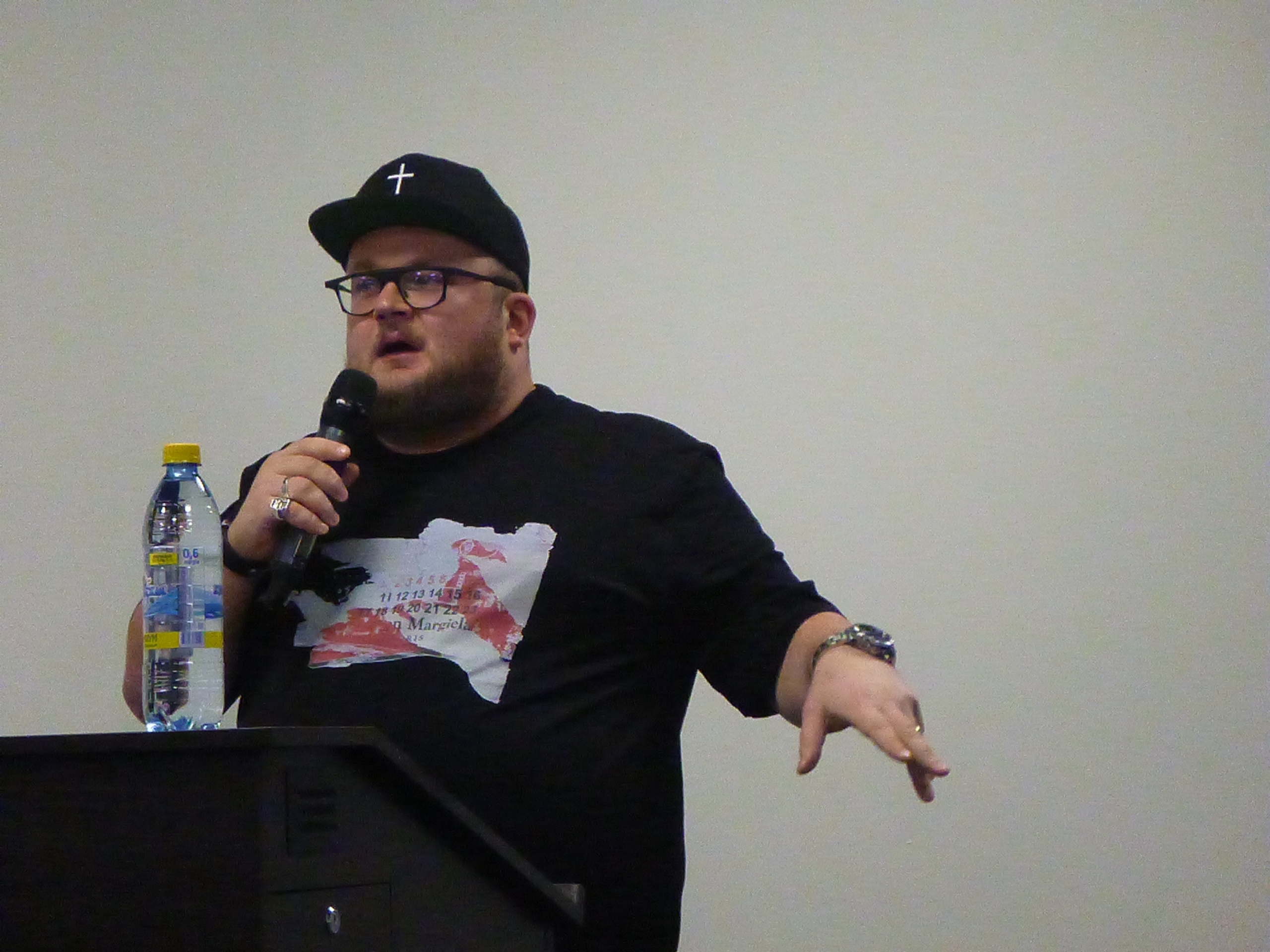
Продюсер интернет-канала «Парфенон» Илья Овчаренко

Продюсер компании «Wylsacom Media» Илья Овчаренко после просмотра интервью с Леонидом Парфёновым на канале «ВДудь» (выход — 6 октября 2017 года) встретился с журналистом Андреем Лошаком. Он познакомил его с Леонидом Парфёновым, искавшим продюсера для создания своего видеоблога, вдохновившись интервью с Дудём (ранее подобный формат сотрудничества журналисту предлагала глава канала «Дождь» Наталья Синдеева).
Через месяц после знакомства Овчаренко и Парфёнов совместно обсудили концепцию проекта, и в конце января 2018 года был отснят его «пилотный» выпуск продолжительностью 15 минут, выложенный на YouTube 19 февраля.

Видео на канале «Парфенон» выходят по понедельникам. В нём автор канала комментирует важные культурные и политические события, рекомендует книги, фильмы и постановки, рассказывает о своих текущих проектах, путешествиях, гастрономическом опыте. Особенностью блога является то, что журналист в каждом выпуске рассказывает зрителям о вине, которое пьёт во время ведения выпуска. 
«Я попросил, чтобы вино было в кадре, раз это не работа. А я очень хочу. „Парфенон“ — это понятно почему, а 18+ — это от того, что в каждом выпуске, рассуждая на темы, буду попивать винцо и о нём рассуждать буду тоже», — объяснил Парфенов.
Кроме этого, на канале выходят специальные выпуски и проводятся прямые эфиры. Так, в первом сезоне Леонид Парфёнов выложил в свободный доступ документальные фильмы: «Русские евреи» (в трёх частях), «Цвет нации», «Глаз Божий» (в двух частях).
В декабре 2018 года Парфёнов провёл на канале прямой эфир с участием Юрия Дудя, Филиппа Киркорова и Алексея Навального, где назвал мат главным трендом уходящего года. В новогоднем поздравлении для подписчиков канала, снятом в Париже, он сделал отсылку к словам Владимира Путина о беспорядках в столице Франции.

Сам Парфёнов говорит о своем канале так: 
«Это как в советском анекдоте, что чего ни начнём делать, всё соберём автомат Калашникова. И у меня так вышло, что чего ни начну делать — получается „Намедни“. Получился этот вот еженедельный журнал довольно затратный…»
По информации Российского исследовательского агентства блогеров (РИАБ), в 2018 году канал «Парфенон» заработал 22 900 000 рублей. В программе Hard Day’s Night на телеканале «Дождь» Леонид Парфёнов сказал: «Я помню, что мне приписали. Я не суммировал. Мне кажется, это несколько выше. <…> Вообще деньги там не сумасшедшие».
28 января 2019 года на своём канале Леонид Парфёнов объявил, что работает над новым циклом серий «Намедни».
Первый выпуск проекта «Намедни с Леонидом Парфёновым» за 1946 год появился в интернете 18 марта 2019 года.
17 февраля 2020 года был опубликован последний регулярный выпуск «Парфенона» под номером 42.
С 26 октября 2020 года из-за разногласий с НТВ по поводу авторских прав проект «Намедни с Леонидом Парфёновым» стал выходить под названием «Нмдни».

## Отзывы
Журналист и телекритик Ксения Ларина так высказалась о канале:
«Парфенон» начинался в привычной для автора форме, в коконе то ли шутки, то ли дивертисмента: Парфенов подпрыгивал на стуле, торопливо отхлебывал вино, шпарил наизусть Башлачёва, листал книгу Авена про Березовского, водил пальцем по карте Берлина и демонстрировал плакат «Убийство рабкора», подаренный лично Константином Эрнстом. Все это — в бешеном темпе, практически без пауз и с очевидным вздохом облегчения в конце.
Кроме того, положительную оценку блогу дали Юрий Дудь, Евгений Баженов (BadComedian), журналисты Олег Кашин и Максим Шевченко. Кинокритик Юрий Богомолов упомянул «Парфенон» как наиболее интересное явление в телевизионном интернете.
В ноябре 2019 года проект был удостоен премии «Просветитель» за лучшее научно-популярное произведение на русском языке.